# Pan Tadeusz
Pan Tadeusz és un poema èpic de l'autor polonès Adam Mickiewicz. Es va publicar per primera vegada a París el juny de 1834 i és una expressió tardana d'aquest gènere en la literatura europea. També és considerat el poema èpic nacional de Polònia, on és llegit a les escoles. Va ser il·lustrat pel pintor Michał Elwiro Andriolli.

## Títol
El títol complet en polonès és Pan Tadeusz, czyli ostatni zajazd na Litwie. Historia szlachecka z roku 1811 i 1812 we dwunastu księgach wierszem, que pot traduir-se més o menys com "Dom Tadeu, l'última incursió a Lituània. Història de la noblesa de l'any 1811 i 1812 en dotze llibres en vers".

## Contingut
La història succeeix al llarg de cinc dies de 1811 i un de 1812 en un moment de la història polonesa, quan Polònia-Lituània havia estat dividida entre Rússia, Prússia i Àustria i va desaparèixer del mapa polític d'Europa (tercera partició de Polònia) tot i que Napoleó havia establert el Gran Ducat de Varsòvia en la part prussiana en 1807.
L'acció està situada en la part russa, al poble lituà de Soplicowo. Pan Tadeusz explica la història de dues nobles famílies feudals i l'amor entre Tadeusz Soplica (el personatge del títol), d'una de les famílies, i Zosia, de l'altra. Una altra acció secundària desenvolupa una revolta espontània dels habitants locals contra la guarnició dels ocupants russos. Atès que Mickiewicz va publicar el seu poema com un exiliat a París, es trobava lliure dels censors russos.

## Oh Lituània
Nombroses cites de Pan Tadeusz són bé conegudes, sobretot les seves primeres línies:
| «                                | Litwo! Ojczyzno moja! ty jesteś jak zdrowie; Ile cię trzeba cenić, ten tylko się dowie, Kto cię stracił | Litva! El meu país, sou vós com la salut, valorar-vos sol ho pot dir qui us hagi perdut. | » |
| — Primeres línies de Pan Tadeusz | |                                                                                          |   |

És rellevant que el poema nacional polonès comenci amb les paraules "Oh, Lituània." El terme "Lituània" usat per Mickiewicz es refereix més a una regió geogràfica que a un país. Mickiewicz havia estat criat en la cultura de la unió poloneso-lituana, un estat multicultural que havia ocupat la majoria del que avui són els països independents de Polònia, Lituània, Belarús i Ucraïna. Així doncs, és reclamat pels lituans com a seu mentre que els belarussos fan el mateix basats en el lloc físic on va néixer.

## Adaptacions al cinema
La primera versió cinematogràfica d'aquest poema va ser produïda el 1928.
La pel·lícula Pan Tadeusz del director Andrzej Wajda el 1999 va tenir un gran èxit a Polònia.